# Superaleación
Una superaleación, o aleación de alto rendimiento, es una aleación que exhibe una excelente resistencia mecánica y a la fluencia (tendencia de los sólidos a moverse lentamente o deformarse bajo tensión), resistencia a altas temperaturas, estabilidad y una gran resistencia a la corrosión y la oxidación.
El comienzo de los estudios sistemáticos de aleaciones de alta temperatura se produce a finales de la década de 1930 ligado al desarrollo de aviones con motores de turbina de gas. El desarrollo se ha basado en gran medida en innovaciones químicas y de proceso y ha sido impulsado principalmente por las industrias aeroespacial y de energía. Las aplicaciones típicas son en el sector aeroespacial, de turbinas de gas industrial y la industria de turbinas marinas, por ejemplo, álabes para las secciones calientes de los motores a reacción, y válvulas bimetálicas de motor para su uso en motores diésel y aplicaciones de automoción.
Las superaleaciones típicamente tienen una matriz con una austenítico cara cúbica centrada en la estructura cristalina. Un elemento de superaleación de base de aleación es generalmente níquel, cobalto o níquel-hierro. Ejemplos de superaleaciones son Hastelloy, Inconel (por ejemplo IN100, IN600, IN713), Waspaloy, aleaciones René (por ejemplo, René 41, René 80, 95 René, René N5), aleaciones de Haynes, Incoloy, MP98T, aleaciones de TMS, y CMSX (por ejemplo, CMSX -4) aleaciones monocristal.

## Introducción

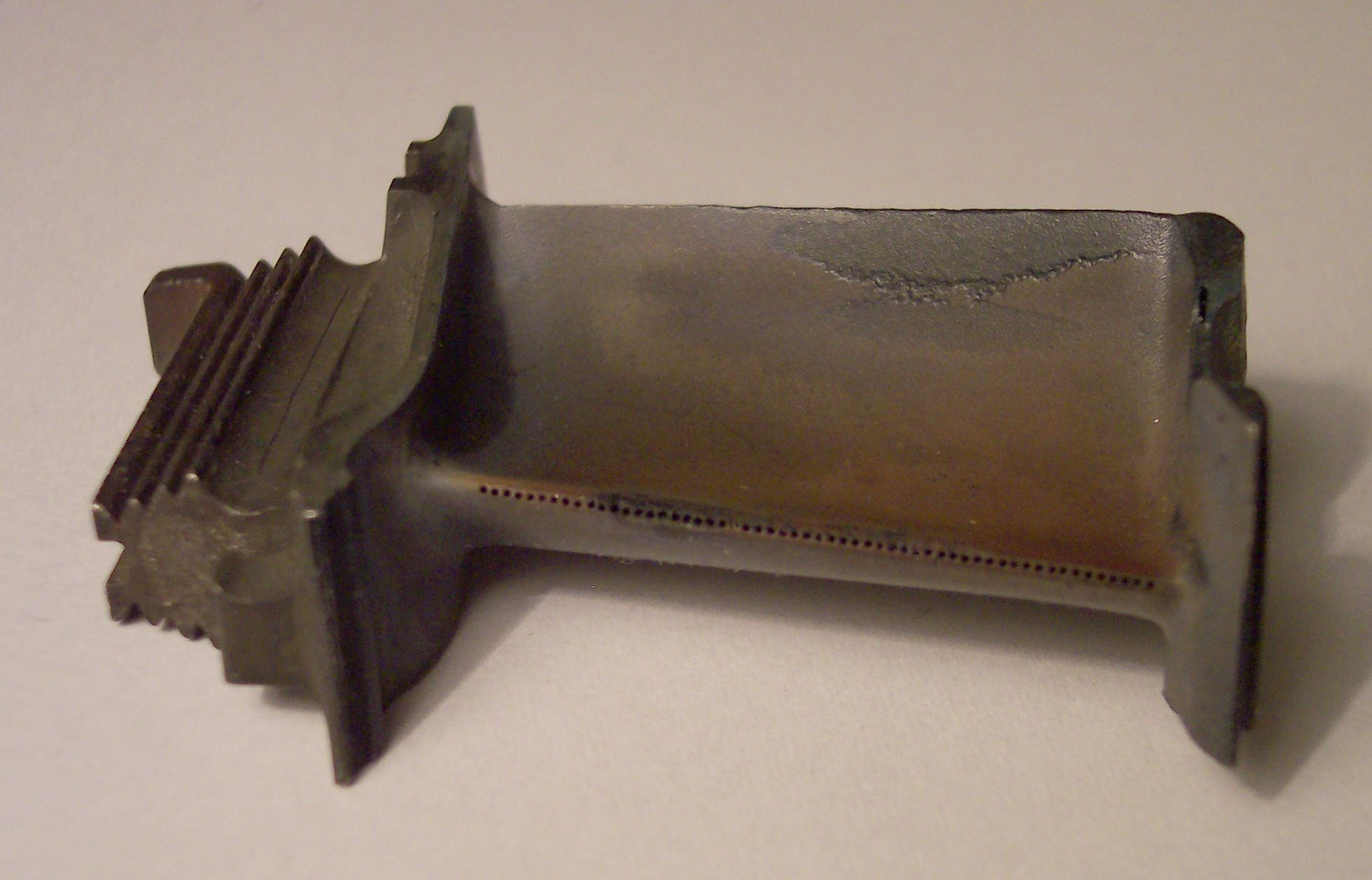
Álabe de turbina de gas en una superaleación de níquel.

Las superaleaciones se utilizan comúnmente en motores de turbinas de gas en regiones sujetas a altas temperaturas que requieren alta resistencia, excelente resistencia a la fluencia a alta temperatura, resistencia a la fatiga, estabilidad de fase, así como resistencia a la oxidación y corrosión.
Las superaleaciones desarrollar resistencia a altas temperaturas a través de fortalecimiento de solución sólida. Con mucho, el mecanismo de refuerzo más importante es a través de la formación de precipitados de fase secundaria tales como gamma prima y carburos a través del envejecimiento térmico. La oxidación y resistencia a la corrosión es proporcionada por la formación de un recubrimiento de barrera térmica (TBC), que se forma cuando el metal está expuesto al oxígeno y recubre el material, y así proteger el resto del componente. La oxidación o resistencia a la corrosión la proporciona elementos tales como el aluminio y el cromo. 
El enfriamiento por aire (tales como los canales de aire de refrigeración que se ven en la imagen), además, puede enfriar los componentes y que éstas puedan operar bajo tales condiciones, la protección del material de base de los efectos térmicos así como la corrosión y la oxidación. En la mayoría de los motores de turbina de esto es en la turbina de alta presión, donde los álabes son refrigerados por aire se pueden utilizar a temperaturas 200 °C por encima de la temperatura de fusión de la superaleación. La temperatura de entrada a la turbina (TIT), que es un parámetro particular en la eficiencia de un motor de turbina de gas, depende de la capacidad de temperatura de primera etapa álabes de alta presión. Estos componentes está hecho exclusivamente con superaleaciones de base níquel.
Los turbocompresores de las turbinas también utilizan superaleaciones, generalmente soldada mediante haz de electrones al eje de acero. Las superaleaciones comunes en esta aplicación son, por ejemplo, Inconel 713 y Mar-M 247. Esto último es particularmente útil para motores de gasolina, ya que reduce la necesidad de enriquecimiento de combustible a altas cargas que mejoran la eficiencia del motor.
También se utilizan en medios corrosivos en lugar de otros materiales metálicos (por ejemplo) en lugar de acero inoxidable en ambientes de agua salada o ácido.
Las superaleaciones (tales como Nimonic 80A) también se utilizan en las válvulas de asiento en motores de émbolo, tanto motores diésel como gasolina. Esto es ya sea en forma de un sólido válvula única o como una válvula de dos metales. La resistencia a la corrosión es particularmente útil cuando se trata con las altas temperaturas y presiones que se encuentran en un motor diésel. Las superaleaciones resistan las picaduras y la degradación en las condiciones de operación cosa que no haría un acero inoxidable normal.
Aplicaciones adicionales de superaleaciones son: las turbinas de gas (aviones comerciales y militares, la generación de energía y propulsión marina), vehículos espaciales; submarinos, reactores nucleares, motores eléctricos militares, vehículos de carreras y de alto rendimiento, plantas de procesamiento químico, carcasas de bombas y tubos de intercambiador de calor.

## Desarrollo histórico
El devenir histórico en la elaboración de superaleaciones han dado lugar a un aumento considerable de su temperatura de operación. Las superaleaciones fueron originalmente, antes de la década de 1940, de base hierro y forjadas en frío. En la década de 1940 fundición de aleaciones en base de cobalto aumento de manera considerable la temperatura de funcionamiento. El desarrollo de la fundición al vacío en la década de 1950 permitió el control muy fino de la composición química de superaleaciones y la reducción de contaminantes y, a su vez condujo a una revolución en las técnicas de procesamiento tales como la solidificación direccional de aleaciones y superaleaciones monocristalinas.

### Inicios
El primer acero resistente al calor para motores de turbina de gas se desarrolló en Alemania por la empresa Krupp en 1936-1938. Se trataba de un aceros de alta aleación austenítica, llamado Tinidur. Se creó como material de trabajo de los álabes de una turbina de gas a una temperatura de trabajo de 600 a 700 °C. El Tinidur - acero austenítico con el endurecimiento por precipitación (Ni3Ti) y el endurecimiento de carburo. En 1943-1944 la producción anual fue de 1850 toneladas Tinidur. El instituto de DVL y la empresa Heraeus Vacuumschmelze desarrolló de acero austenítico DVL42 DVL52 con temperaturas de funcionamiento más altas de 750-800 °C. Las composiciones de aceros se dan en la tabla.
| Nombre   | %C       | %Mn       | %Si      | %Ni       | %Co   | %Cr       | %Mo     | %W  | %Ti     | %Al | % Otros elementos        |
| -------- | -------- | --------- | -------- | --------- | ----- | --------- | ------- | --- | ------- | --- | ------------------------ |
| Tinidur  | de 0,14  | 0,6-1,0   | 0,6-1,0  | 29,0-31,0 |       | 14,5-15,5 |         |     | 1,8-2,2 | 0,2 | base de Fe               |
| DVL42    | de 0,1   | 0,6-1,0   | 0,4-0,8  | 30-35     | 22-25 | 12-17     | 4-6     | 4-6 | 1,5-2,0 |     | base de Fe               |
| DVL52    | de 0,1   | 0,6-1,0   | 0,4-0,8  | 30-35     | 22-25 | 12-17     | 4-6     | 4-6 |         |     | 4-5 %Ta                  |
| Cromadur | 0,9-0,12 | 17,5-18,5 | 0,55-0,7 |           |       | 11,0-14,0 | 0,7-0,8 |     |         |     | V 0,60-0,70 0,18-0,23 N2 |

### Años 1940
En Alemania de la década de 1940 entre los desarrolladores de motores de turbina de gas, existe el deseo de aumentar la temperatura la entrada de la turbina de gas a 900 °C. Para este propósito, el instituto de DVL con un número de compañías experimentan con aleaciones austeníticas complejas. Durante la guerra se vio la imposibilidad de tal decisión, debido a la aguda escasez en Alemania de los elementos de aleación, especialmente el níquel y cobalto. El estudio se llevó a dos direcciones: 1. la creación de canales de refrigeración por aire en los alabes (de trabajo y la boquilla) con una disminución correspondiente en el dopaje de los materiales utilizados, y 2. el estudio de viabilidad de materiales cerámicos. Ambos casos fueron trabajos pioneros, cada uno de ellos obtuvo resultados significativos. El primer de motor a chorro producido en serie, Jumo-004, desde 1942 la parte monolítica y las palas de la boquilla de Tinidur. Posteriormente se sustituyeron por alabes huecos refrigeradas del mismo material, mejorando así la temperatura de entrada a la turbina de gas a 850 °C (serie Jumo-004E). Desde 1944 el motor Jumo-004 usaba alabes enfriados del acero menos escaso Cromadur.
En 1942 el Reino Unido creó la superaleación Nimonic-80, la primera de una serie de alta temperatura de precipitación aleaciones de endurecimiento de la base de níquel-cromo. La aleación la descubrió un equipo dirigido por Sir William Griffith.
La base de la aleación Nimonic-80 es el nicrom (80 % Ni - 20 % de Cr), conocido desde el principio del siglo XX por su alta resistencia al calor. Los elementos clave de aleación de aleación Nimonic-80 eran el titanio (2,5 %) y el aluminio (1,2 %), formando una fase de refuerzo. El número de la fase de fortalecimiento de gamma prima en la aleación era aproximadamente el 25-35 %. El Nimonic-80 fue utilizado en los álabes de la turbina de uno de los primeros motores de turbina de gas de Rolls-Royce el "Nene". Las pruebas en el banco de pruebas que comenzaron en octubre de 1944. La aleación de álabe de turbina Nimonic-80 tenía una alta resistencia ruptura por fluencia a temperaturas de 750-850 °C. 
En la Unión Soviética se crearon superaleaciones de níquel similares al Nimonic-80 como son las: ЭИ437, ЭИ437А (ХН77ТЮ) y ЭИ437Б (ХН77ТЮР). para establecer con urgencia un personal IVAM 1948, y la planta de TsNIIChermet "Electrostal" con la participación de F. F. Himushina.
La base de las superaleaciones, como norma, son los elementos del Grupo VIIIB de la tabla periódica. Hasta los años 1940, la base de aleaciones resistentes al calor eran el hierro o el níquel. Se añade una cantidad significativa de cromo para aumentar la resistencia a la corrosión. Las adiciones de aluminio, titanio o niobio aumenta la resistencia a la fluencia. En algunos casos, formado fases frágiles, tales como carburos M23C6. A fines de los años 1940 terminó, básicamente, el empleo de hierro como una base para las aleaciones de alta temperatura, comenzó a dar preferencia a las aleaciones basadas en níquel y cobalto. Que permiten obtener una más sólida y estable matriz cristalina.
A fines de los años 1940, se descubrió la posibilidad de endurecer las superaleaciones con la adición de molibdeno. Más tarde, para el mismo fin han comenzado a añadir elementos tales como wolframio, niobio, tántalo, renio y hafnio.

## Superaleaciones basadas en níquel
En la década de 1950, las compañías estadounidenses Pratt & Whitney y General Electric desarrollaron las aleaciones Waspaloy, y M-252 dopado con molibdeno. y están destinados a los álabes de los motores de avión. Entonces las aleaciones fueron desarrolladas, tales como Hastelloy aleación X, René 41, Inconel, incluyendo Inco 718, Incoloy 901, etc
Según los expertos, para el período de los años 1950 a los años 1980, la química de las superaleaciones de níquel había cambiado significativamente por la introducción del aluminio y la sustitución de elementos en la fase {\displaystyle \gamma \,\!}'. Lo que ha provocado un aumento de la fracción de volumen de la fase {\displaystyle \gamma \,\!}' del 25 a 35 % vol. en aleaciones como el Nimonic 80 y U-700 hasta 65 a 70 % vol. en materiales de álabe modernos.

### Dopaje
La resistencia a la fluencia depende de disminuir la velocidad de las dislocaciones en la estructura cristalina. En las superaleaciones con base Ni una fase gamma prima de [Ni3(Al, Ti)] presente actúa como barrera al movimiento coherente de la dislocación y es un precipitado fortalecedor. La adición de sustancias tales como aluminio y titanio promueven la creación de la fase gamma prima. El tamaño de gamma fase principal se puede controlar con precisión mediante cuidadosos tratamientos térmicos para precipitar el fortalecedor. Muchas superaleaciones sufren dos tratamiento térmicos uno crea una dispersión de partículas gamma cuadrados prima conocidos como la fase primaria y el otro una dispersión fina entre estas conocida como gamma prima secundaria. Muchos otros elementos, tanto comunes como exóticas, (no sólo metales, sino también metaloides y no metales ) puede ser cromo, cobalto, molibdeno, wolframio, tántalo, aluminio, titanio, circonio, niobio, renio, carbono, boro o hafnio sólo unos pocos ejemplos. 
Las superaleaciones basadas en níquel, como regla general, poseen una composición química compleja. Incluye de 12 a 13 componentes cuidadosamente equilibrados para obtener las propiedades requeridas. El contenido de impurezas tales como silicio (Si), fósforo (P), azufre (S), oxígeno (O) y nitrógeno (N) también está controlado. El contenido de elementos tales como selenio (Se), teluro (Te), plomo (Pb) y bismuto (Bi), debe ser insignificante, siempre que la selección de materias primas con un contenido bajo de estos elementos, pues no es posible deshacerse de ellos durante la fusión. Estas aleaciones contienen normalmente de un 10 a 12 % de cromo (Cr), hasta un 8 % de aluminio (Al) y titanio (Ti), de 5 a 10 % de cobalto (Co), así como pequeñas cantidades de boro (B), circonio (Zr) y carbono (C). A veces, el agregado de molibdeno (Mo), wolframio (W), niobio (Nb), tántalo (Ta) y hafnio (Hf).
Los elementos de aleación en estas aleaciones se pueden agrupar de la siguiente manera:
1. Elementos que forman con el Ni una matriz cristalina austenítica - Co, Fe, Cr, Mo y W
2. Elementos que ayudan al endurecimiento de fase "(Ni3 X) - Al, Ti, Nb, Ta, Hf. En este caso del Ti, Nb y Ta son parte de la fase y la refuerzan.
3. Elementos que forman la segregación en los límites de grano - B, C, y Zr

Elementos que forman carburo son Cr, Mo, W, Nb, Ta y Ti. El Al y Cr formar una película resistente de óxido que proteger de la corrosión.
| Aleación      | %Ni  | %Cr  | %Co  | %Mo  | %Al | %Ti | %Nb | %C   | %B    | %Zr  | % Otros elementos |
| ------------- | ---- | ---- | ---- | ---- | --- | --- | --- | ---- | ----- | ---- | ----------------- |
| Inconel X-750 | 73,0 | 18,0 | -    | -    | 0,8 | 2,5 | 0,9 | 0,04 | -     | -    | 6,8 % Fe          |
| Udimet 500    | 53,6 | 18,0 | 18,5 | 4,0  | 2,9 | 2,9 | -   | 0,08 | 0,006 | 0,05 |                   |
| Udimet 700    | 53,4 | 15,0 | 18,5 | 5,2  | 4,3 | 3,5 | -   | 0,08 | 0,03  | -    |                   |
| Waspaloy      | 58,3 | 19,5 | 13,5 | 4,3  | 1,3 | 3,0 | -   | 0,08 | 0,006 | 0,06 |                   |
| Astroloy      | 55,1 | 15,0 | 17,0 | 5,2  | 4,0 | 3,5 | -   | 0,06 | 0,03  | -    |                   |
| Rene 41       | 55,3 | 19,0 | 11,0 | 10,0 | 1,5 | 3,1 | -   | 0,09 | 0,005 | -    |                   |
| Nimonic 80A   | 74,7 | 19,5 | 1,1  | -    | 1,3 | 2,5 | -   | 0,06 | -     | -    |                   |
| Nimonic 90    | 57,4 | 19,5 | 18,0 | -    | 1,4 | 2,4 | -   | 0,07 | -     | -    |                   |
| Nimonic 105   | 53,3 | 14,5 | 20,0 | 5,0  | 1,2 | 4,5 | -   | 0,2  | -     | -    |                   |
| Nimonic 115   | 57,3 | 15,0 | 15,0 | 3,5  | 5,0 | 4,0 | -   | 0,15 | -     | -    |                   |

| Aleación    | %Ni  | %Cr  | %Co  | %Mo | %Al | %Ti | %Nb | %C   | %B    | %Zr  | % Otros elementos |
| ----------- | ---- | ---- | ---- | --- | --- | --- | --- | ---- | ----- | ---- | ----------------- |
| B-1900      | 64,0 | 8,0  | 10,0 | 6,0 | 6,0 | 1,0 | -   | 0,10 | 0,015 | 0,1  | 4,0 % Ta          |
| MAR-M200    | 60,0 | 9,0  | 10,0 | -   | 5,0 | 2.0 | 1.0 | 0,13 | 0,015 | 0,05 | 12,0 % W          |
| Inconel 738 | 61,0 | 16,0 | 8,5  | 1,7 | 3,4 | 3,4 | 0,9 | 0,12 | 0,01  | 0,10 | 1,7 % Ta, 3,6 % W |
| Rene 77     | 58,0 | 14,6 | 15,0 | 4,2 | 4,3 | 3,3 | -   | 0,07 | 0,016 | 0,04 |                   |
| Rene 80     | 60,0 | 14,0 | 9,5  | 4,0 | 3,0 | 5,0 | -   | 0,17 | 0,015 | 0,03 | 4,0 %W            |

### Composición de la fase
Las fases principales de las aleaciones de alta temperatura incluyen:
- La fase gamma (γ) es una matriz de red cristalina. En esta fase, la solución sólida contiene una gran cantidad de Co, Cr, Mo, W.
- La fase gamma prima (γ') formada por partículas de precipitado, que tiene también una red cristalina. En esta fase incluye elementos tales como Al y Ti. La fracción de volumen de esta fase respecto a la matriz de austenita coherente es bastantemente grande.
- Carburos. El contenido de carbono en las aleaciones es relativamente bajo (0,05-0,2 %). Se une a los elementos formadores de carburo: Ti, Ta, Hf
- Límite de grano de la fase γ'. Esta fase está forma una película a lo largo de los límites de grano durante el tratamiento térmico.
- Boruros se sitúan en los límites de grano en forma de partículas extrañas.
- Las otras fases, como la fase σ y μ, tienen una morfología laminar. Estas fases provocan la fragilización del material y no son deseables.

### Tratamiento térmico
Las superaleaciones de níquel forjado contienen dispersado en la matriz carburos (MC). Un recocido homogeneizador permita preparar una matriz para obtener una distribución uniforme de partículas de la fase de endurecimiento γ' durante posterior envejecimiento. Por ejemplo, la aleación de Inco 718 se somete a un recocido homogeneizador durante 1 hora a 768 °C, y el envejecimiento se lleva a cabo en dos etapas: 8 horas a 718 °C y 8 horas a 621 °C. Después del recocido es importante para mantener la velocidad de enfriamiento para evitar la indeseables separación de fases. El enfriamiento entre las etapas de envejecimiento se lleva a cabo de manera continua durante 2 horas.

## Superaleaciones basadas en cobalto
A principios del siglo XX Elwood Haynes patentó las aleaciones de Co-Cr y Co-Cr-W. Estas aleaciones se denominan "estelite", se utilizan para la producción de herramientas de corte y piezas resistentes al desgaste. En la década de 1930, se creó una aleación para fundición de Co-Cr-Mo para odontología protésica denominada Vitalio. Una aleación de composición similar la HS-21 comenzó a utilizarse más adelante en la década en turbinas de gas. Al mismo tiempo comenzó a utilizar una aleación de Co-Ni-Cr en los álabes de los motores de turbina de gas. En 1943 se desarrolló una aleación de Co-Ni-Cr-W (X-40) para fundición también utiliza en la fabricación de álabes. El desarrollo de nuevos superaleaciones a base de níquel son hechas por fusión al vacío y el endurecimiento debido a la separación de fase γ' entre las décadas de 1950 a 1970 provocó una disminución en el uso de aleaciones basadas en cobalto.
Las superaleaciones de base de cobalto, no tienen una fase de consolidación secundaria gamma prima.

## Resistencia al calor
Uno de los factores que determinan la resistencia al calor es alta resistencia a la fluencia. Resistencia al calor de las aleaciones se evalúa fuera de la resistencia a largo plazo y la fluencia a temperaturas elevadas, y está asociado principalmente con su estructura y composición. La estructura es resistente al calor para ser multifásicos con unos límites de grano fuertes y fases. En el níquel aleaciones resistentes al calor es proporcionado por dicho multi-componente de aleación. En este caso la resistencia al calor de las aleaciones es mayor, mayor es la fracción en volumen de fase de refuerzo y mayor es su estabilidad térmica, es decir, resistencia contra la disolución y la coalescencia a temperaturas muy elevadas.

### Resistencia a largo plazo
Cada tipo de superaleación tiene una resistencia y una rango de temperatura de empleo.
| Aleación      | 650 °C 100 horas | 650 °C 1000 horas | 815 °C 100 horas | 815 °C 1000 horas | 982 °C 100 horas | 982 °C 1000 horas |
| ------------- | ---------------- | ----------------- | ---------------- | ----------------- | ---------------- | ----------------- |
| Inconel X-750 | 552              | 469               | 179              | 110               | 24               |                   |
| Udimet 700    |                  | 703               | 400              | 296               | 117              | 55                |
| Astroloy      |                  | 772               | 407              | 290               | 103              | 55                |
| IN-100        |                  |                   | 503              | 379               | 172              | 103               |
| MAR-M246      |                  |                   | 565              | 448               | 186              | 124               |

#### Níquel
Las superaleaciones de base níquel se utilizan a temperaturas de 760-980 °C. Las superaleaciones de fundición tienen mayor resistencia a largo plazo a temperaturas más altas. Por ejemplo, la aleación MAR-M246 tiene una resistencia a largo plazo de 124 MPa después de 1000 horas de envejecimiento a 982 °C.

#### Cobalto
Las características de las superaleaciones de base cobalto
- El punto de fusión de unos aleaciones a base de cobalto es superior. Por esta razón, el aumento de rendimiento de resistencia a largo plazo. Estas aleaciones resistentes al calor pueden operar a temperaturas más altas en comparación con las aleaciones basadas en níquel y hierro
- El alto contenido de cromo aumenta la resistencia a la corrosión en caliente
- Se caracterizan por una alta resistencia térmica a la fatiga y tienen buena soldabilidad. Por lo cual se utiliza en turbinas.

#### Hierro
Las superaleaciones de base níquel-hierro se utiliza a temperaturas de 650-815 °C. Su resistencia a largo plazo es mucho menor. Sus características son menores a las de las otras aleaciones.

## Superaleaciones monocristal
En los años 1970-1980 comenzó el uso de fundición aleaciones resistentes al calor, obtenida por los métodos de solidificación direccional y monocristalino aleaciones basadas en níquel. El uso de estos materiales (a base de níquel) ha aumentado la resistencia y durabilidad térmica de álabes de la turbina de gas.
Dentro de los motores de turbina de gas están presentes muchas formas de superaleaciones. Superaleaciones policristalinas con base Ni se utilizan para los discos de la turbina de alta presión que puede crearse mediante pulvimetalurgia o por tecnología de fundición. Los álabes de la turbina puede ser policristalino, tienen una estructura de grano columnar, o ser un monocristal. Los álabes policristalinos se forman mediante la tecnología de colada en un molde de cerámica. Álabes con estructuras de grano columnares se crean utilizando técnicas de solidificación direccional. Tiene las paredes de los granos paralelas a los ejes principales de esfuerzo lo cual aumenta su resistencia a la fluencia.
| Aleación    | %Cr  | %Co  | %W   | %Mo | %Ta | %Nb | %Ti | %Al | %Hf  | %B    | %Zr  | %C   |
| ----------- | ---- | ---- | ---- | --- | --- | --- | --- | --- | ---- | ----- | ---- | ---- |
| MAR-M200+Hf | 9,0  | 10,0 | 12,0 | -   | -   | 1,0 | 2,0 | 5,0 | 2,0  | 0,015 | 0,08 | 0,14 |
| MAR-M246+Hf | 9,0  | 10,0 | 10,0 | 2,5 | 1,5 | -   | 1,5 | 5,5 | 1,5  | 0,015 | 0,05 | 0,15 |
| MAR-M247    | 8,4  | 10,0 | 10,0 | 0,6 | 3,0 | -   | 1,0 | 5,5 | 1,4  | 0,015 | 0,05 | 0,15 |
| RENE 80H    | 14,0 | 9,5  | 4,0  | 4,0 | -   | -   | 4,8 | 3,0 | 0,75 | 0,015 | 0,02 | 0,08 |

Los monocristales de superaleación (SX o superaleaciones SC) se forman como un solo cristal utilizando una versión modificada de la técnica de solidificación direccional, no existen límites de grano en el material. Las propiedades mecánicas de la mayoría de otras aleaciones dependen de la presencia de bordes de grano, pero a altas temperaturas, puede influir en la fluencia y debe reemplazarse por otros mecanismos. En muchos tales aleaciones, islas de fase intermetálica ordenada situada en una matriz de fase desordenada, todos con la misma red cristalina. Esto se aproxima al mecanismo de fijado de dislocación de los límites de grano, sin introducir ningún sólido amorfo en la estructura.
| Aleación                       | %Cr  | %Co  | %W  | %Mo | %Ta  | %Nb | %Ti | %Al | %Hf |
| ------------------------------ | ---- | ---- | --- | --- | ---- | --- | --- | --- | --- |
| Pratt & Whitney N.º 1          | 10,0 | 5,0  | 4,0 | -   | 12,0 | -   | 1,5 | 5,0 | -   |
| Pratt & Whitney N.º 2 (3 % Re) | 5,0  | 10,0 | 6,0 | 2,0 | 8,7  | -   | -   | 5,6 | 0,1 |
| CMSX-2                         | 8,0  | 5,0  | 8,0 | 0,6 | 6,0  | -   | 1,0 | 5,5 | -   |
| SRR99                          | 8,5  | 5,0  | 9,5 | -   | 2,8  | -   | 2,2 | 5,5 | -   |

## Metalurgia de las superaleaciones
La primera generación de superaleaciones estaban destinadas a operar hasta 700 °C (973 K). Después, la temperatura de operación empezó a aumentar. En la segunda generación se emplearon renio y otros elementos muy caros. Las superaleaciones modernos de la cuarta generación se hacen y se utilizan en forma de cristales individuales ( monocristales ) y son extra aleado, especialmente con rutenio. Pueden funcionar hasta 1100 °C (1373 K). Los elementos de aleación y el calor de los tratamientos a menudo hacen las superaleaciones difíciles de mecanizar y soldar, el aumento de los costes de fabricación, mayor índices de rechazo, y volver a hacer el trabajo.
La tendencia actual es evitar elementos muy caros y muy pesado. Una posible solución a esto es acero Eglin, un material económico con un amplio rango de temperatura y resistencia química. No contiene renio ni rutenio y su contenido de níquel es limitado. Para reducir los costes de fabricación se diseñó químicamente para fundir en una cuchara (aunque sus propiedades mejoran en un crisol al vacío). Además, es posible la soldadura convencional y la colada antes del tratamiento térmico. El objetivo original era producir de alto rendimiento y bajo costo de carcasas de las bombas, pero el material ha demostrado tener amplias aplicaciones estructurales, incluyendo blindajes.
La estructura de la superaleación de base de níquel con mayor endurecedor precipitado consiste en una matriz gamma, y un precipitado intermetálico γ'. La fase γ es una solución sólida cristalina con una red con las caras centrada de (FCC) y distribuidos aleatoriamente diferentes especies de átomos. Por el contrario, la fase γ' tiene un retículo cristalino ordenado del tipo LI2. En una fase pura de Ni3, a los átomos de aluminio se colocan en los vértices de la celda cúbica y formar el subretículo A. Los átomos de níquel se encuentran en los centros de las caras y forman la subretículo B. La fase no es estrictamente estequiométrica. Puede existir un exceso de vacantes en una de las subredes, lo que conduce a desviaciones de la estequiometría. Las subredes A y B de la fase γ' puede acoger una proporción considerable de otros elementos. Los elementos de aleación se disuelven en la fase γ así. La fase γ' endurece la aleación a través de un raro mecanismo llamado anomalía del límite elástico. Dislocaciones disociar en la fase γ', que conduce a la formación de un límite anti-fase. Resulta que, a temperatura elevada, la energía libre asociada con el límite anti-fase (APB) se reduce considerablemente si se encuentra en un plano determinado, que por casualidad no es un plano de deslizamiento permitido. Un conjunto de dislocaciones parciales que limitan la APB cruzadas se desliza de modo que la APB se encuentra en el plano de baja energía, y este plano de baja energía no es un plano de deslizamiento permitido, la dislocación disociada está efectivamente bloqueada. Mediante este mecanismo, el límite elástico de fase γ' el Ni3Al realmente aumenta con la temperatura hasta aproximadamente 1000 °C, dando superaleaciones actualmente imbatible fuertes a altas temperaturas.
A menudo es beneficioso para los límites de grano que la superaleación a base de níquel contenga carburos (o boro o zirconio) para mejorar la resistencia a la fluencia. Cuando la carburos (por ejemplo, MC donde M es un metal y C es un átomo de carbono) se precipita en los límites de los granos, actúan fijando los límites de los granos y mejora la resistencia al deslizamiento y la escalada y la migración que se produciría durante la difusión fluencia. Sin embargo, si se precipitan como una película continua en el límite de grano, la tenacidad a la fractura de la aleación puede reducirse, junto con la ductilidad y resistencia a la rotura.

## Revestimiento de superaleaciones
Las piezas de superaleación sometidas a altas temperaturas de trabajo y una atmósfera corrosiva (como en la región de alta presión de la turbina de motores a reacción) se recubren con diversos tipos de revestimiento. Principalmente dos tipos de proceso de recubrimiento se aplican: proceso de cementación en paquete y el recubrimiento en fase gaseosa. Ambos son un tipo de deposición química de vapor. En la mayoría de los casos, después del proceso de recubrimiento cerca de la superficie de las regiones partes están enriquecidas con aluminio, la matriz del recubrimiento ser aluminuro de níquel.

### Proceso de cementación en lotes
El proceso de cementación en lotes se realiza a temperaturas más bajas, alrededor de 750 °C. Las piezas se colocan en cajas que contienen una mezcla de polvos: material de revestimiento activo, que contiene aluminio, un activador (cloruro o fluoruro), y un lastre térmico, como óxido de aluminio. A altas temperaturas el haluro de aluminio gaseoso se transfiere a la superficie de la pieza y se difunde dentro de difusión (principalmente hacia adentro). Tras el final del proceso se produce la llamada "capa verde", que es demasiado delgada y frágil para su uso directo. Un tratamiento térmico de difusión posterior (varias horas a temperaturas de aproximadamente 1080 °C) conduce a una mayor difusión hacia el interior y la formación del revestimiento deseado.

### Revestimiento en fase gaseosa
Este proceso se lleva a cabo a temperaturas más altas, alrededor de 1080 °C. El material de revestimiento está normalmente sitúa en bandejas especiales sin contacto físico con las partes a recubrir. La mezcla de revestimiento contiene material de revestimiento activo y activador, pero generalmente no contiene lastre térmico. Como en el proceso de cementación en lotes, el cloruro de aluminio gaseoso (o fluoruro) se transfiere a la superficie de la pieza. Sin embargo, en este caso, la difusión es hacia el exterior. Este tipo de recubrimiento también requiere un tratamiento de difusión de calor.

### Capa de unión
La capa de unión se adhiere el recubrimiento de barrera térmica al sustrato, la superaleación. Además, la capa de unión proporciona protección contra la oxidación y funciona como una barrera de difusión contra el movimiento de los átomos del substrato hacia el medio ambiente.
Hay tres principales tipos de capas de bonos, aluminuros, aluminuros con platino y MCrAlY. 
- Para los revestimientos de unión de aluminuro, la composición final y estructura del recubrimiento depende de la composición del sustrato. Los aluminuros también carece de ductilidad por debajo de 750 °C, y exhiben una limitada resistencia a la fatiga termomecánica.

- El aluminuros con platino son muy similares a las capas de unión con aluminuro a excepción de una capa de Pt (micras 5-10) depositados a la superficie. Se cree que el platino ayuda a la adhesión del óxido y mejora la corrosión en caliente. El costo de la chapa platino se compensa por el lapso de vida mayor.

- El MCrAlY es la última generación de la capa de adherencia y no interactúan fuertemente con el sustrato. El cromo proporciona resistencia a la oxidación y la corrosión en caliente. El aluminio controla los mecanismos de oxidación al limitar el crecimiento de óxido. El itrio mejora la adherencia de óxido al substrato. Investigación han ensayado la adición de renio y tántalo para aumentar la resistencia a la oxidación.

## Investigación y desarrollo de nuevas superaleaciones
La disponibilidad de superaleaciones durante las últimas décadas ha dado lugar a un aumento constante de las temperaturas de la turbina de entrada y la tendencia se espera que continúe. El Laboratorio Nacional Sandia está estudiando un nuevo método para la fabricación de superaleaciones, conocido como radiólisis. Presenta un área completamente nueva de la investigación en la creación de aleaciones y superaleaciones a través de nanopartículas de síntesis. Este proceso es prometedor como un método universal de nanopartículas de formación. Mediante el desarrollo de una comprensión básica de la ciencia de los materiales detrás de estas formaciones de nanopartículas, se especula que podría ser posible para ampliar la investigación sobre otros aspectos de superaleaciones.
Puede haber desventajas considerables en la fabricación de aleaciones por este método. Aproximadamente la mitad de la utilización de superaleaciones está en aplicaciones donde la temperatura de servicio es cercana a la temperatura de fusión de la aleación. Es común que por lo tanto el uso de cristales individuales. El método anterior produce aleaciones policristalinas que sufren de un nivel inaceptable de la fluencia.
El futuro desarrollo se centra en la reducción de peso, la mejora de la resistencia a la oxidación y a la corrosión mientras se mantiene la resistencia de la aleación. Además, con la creciente demanda de álabes de turbina para la generación de energía, otro enfoque de diseño de aleación es reducir el costo de superaleaciones.